# روب إستيس
روب إستيس (بالإنجليزية: Rob Estes)‏ مواليد 22 يوليو 1963 في نورفولك، فيرجينيا، الولايات المتحدة، هو ممثل أمريكي بدأ مسيرته الفنية عام 1980.

## الأعمال

### مسلسلات
- أيام حياتنا (الدور: جلين غالاغر)
- فجأة سوزان (مسلسل)
- بنات غيلمور (الدور: جيمي)
- سي إس آي: ميامي (الدور: نيك تاونسند)
- 90210 (مسلسل تلفزيوني) (الدور: هاري ويلسون)

## روابط خارجية
- روب إستيس على موقع IMDb (الإنجليزية)
- روب إستيس على موقع ألو سيني (الفرنسية)
- روب إستيس على موقع أول موفي (الإنجليزية)
- روب إستيس على موقع قاعدة بيانات الأفلام السويدية (السويدية)
- روب إستيس على موقع إن إن دي بي (الإنجليزية)
- روب إستيس على موقع قاعدة بيانات الفيلم (الإنجليزية)
- روب إستيس على موقع كينوبويسك (الروسية)